# Hondstongen
De Hondstongen (Cynoglossidae) zijn een familie in de orde van de Platvissen (Pleuronectiformes). Zij worden aangetroffen in tropisch en gematigd water, hoofdzakelijk in ondiepe wateren en estuaria, hoewel een paar soorten op diepzeebodems worden gevonden, en enkele in rivieren. Sommige soorten zijn waargenomen rondom vijvers van zwavel die ontstaan op sommige plaatsen op de oceaanbodem waar zwavel uit de bodem opwelt. Wetenschappers kunnen nog niet verklaren welk mechanisme de vissen in staat stelt om onder zulke vijandige omstandigheden te gedijen.

## Lijst van onderfamilies, geslachten en soorten
- Onderfamilie Cynoglossinae
  - Geslacht Cynoglossus Hamilton, 1822
  - Geslacht Paraplagusia Bleeker, 1865
- Onderfamilie Symphurinae
  - Geslacht Symphurus Rafinesque, 1810